# Yamaha

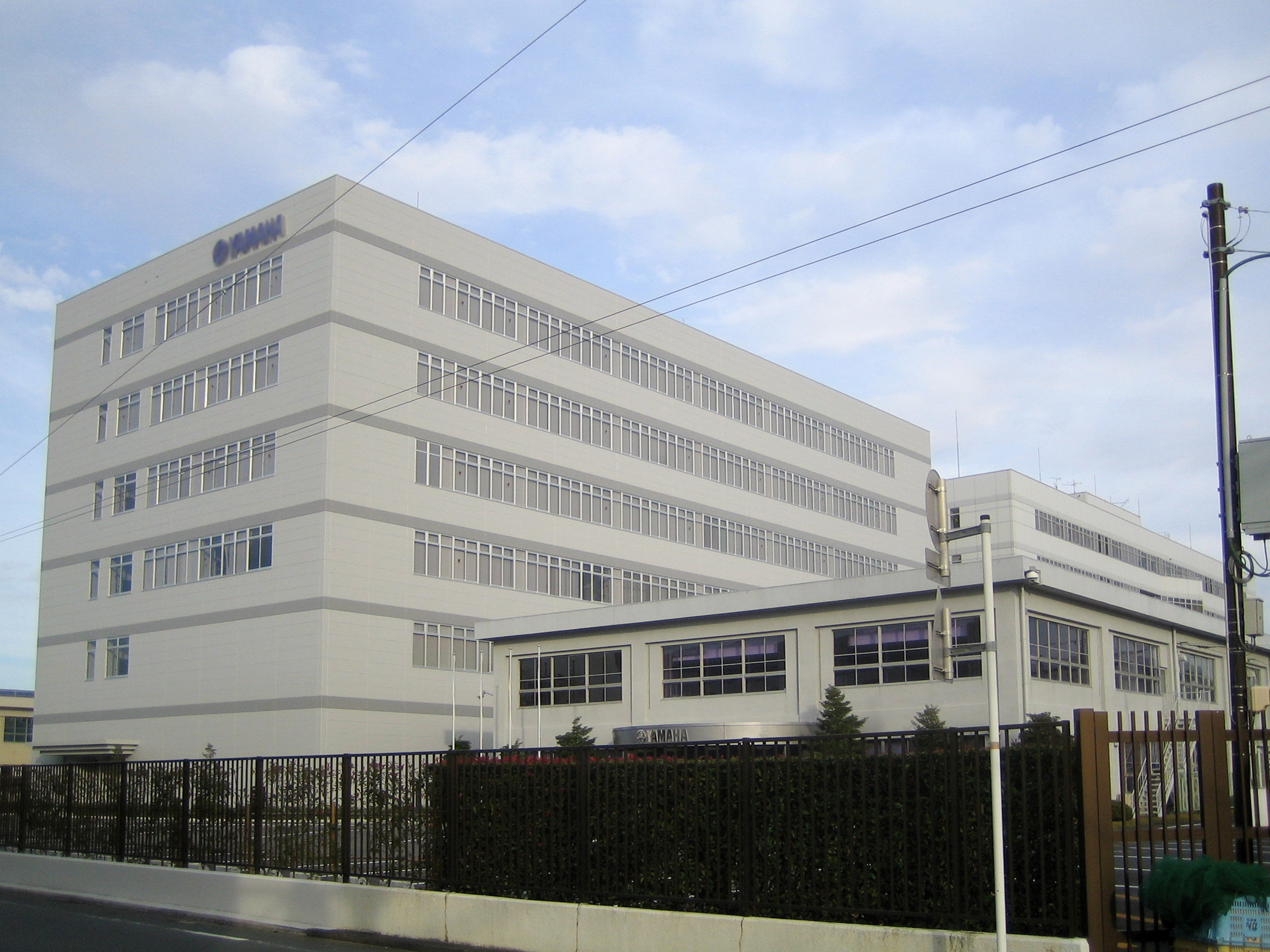

Yamaha Group – japoński koncern, założony 12 października 1887 przez Torakusu Yamahę, notowany na giełdzie w Tokio.
Wyprodukowano w nim pierwsze w Japonii pianino. W 1904 pianina i organy Yamahy zostały nagrodzone Honorową Główną Nagrodą na Targach Światowych w Saint Louis. Firma Yamaha wprowadziła na rynek pierwsze popularne syntezatory cyfrowe, w tym model DX7, który osiągnął duży sukces komercyjny.
Koncern ma ugruntowaną pozycję w wielu gałęziach światowego przemysłu.
Od 1955 roku jako Yamaha Motor Company zajmuje się produkcją pojazdów jednośladowych – motocykli, motorów sportowych, skuterów, skuterów śnieżnych i wodnych oraz silników do łodzi motorowych, a także quadów. Produkowała także w niewielkiej liczbie samochody: wyczynowy pojazd na bazie bolidu Formuły 1 OX99-11 i R-Car.
Aktualna działalność grupy Yamaha obejmuje:
- produkcję i sprzedaż:
  - instrumentów muzycznych (m.in. fortepiany i pianina, syntezatory, zestawy perkusyjne, gitary, instrumenty dęte m.in. saksofony, itp.),
  - urządzeń audiowizualnych,
  - chipsetów i kart muzycznych,
- prowadzenie szkół muzycznych i innych ośrodków związanych z muzyką,
- rynek motoryzacyjny.

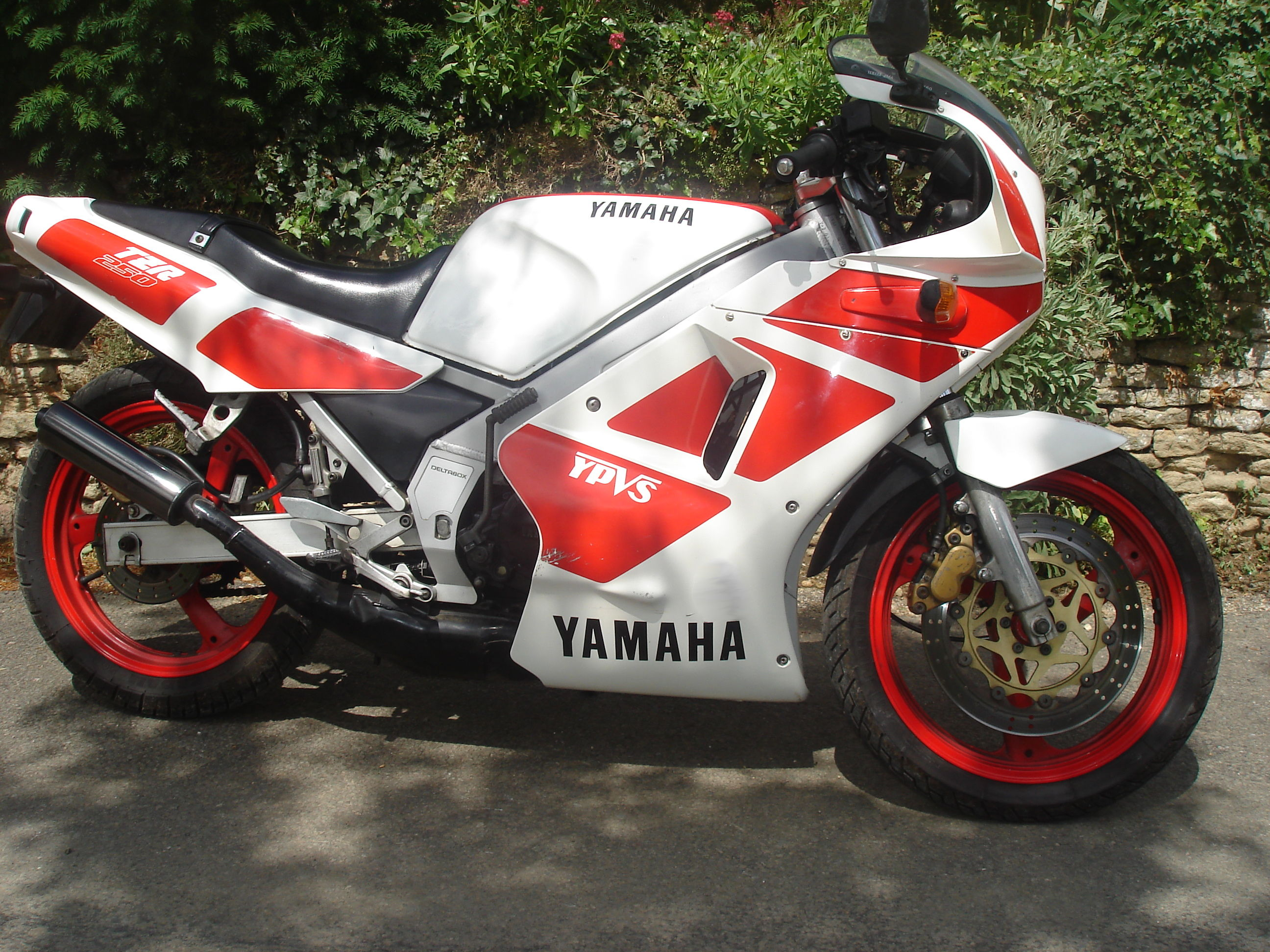
Motocykl sportowy Yamaha TZR 250
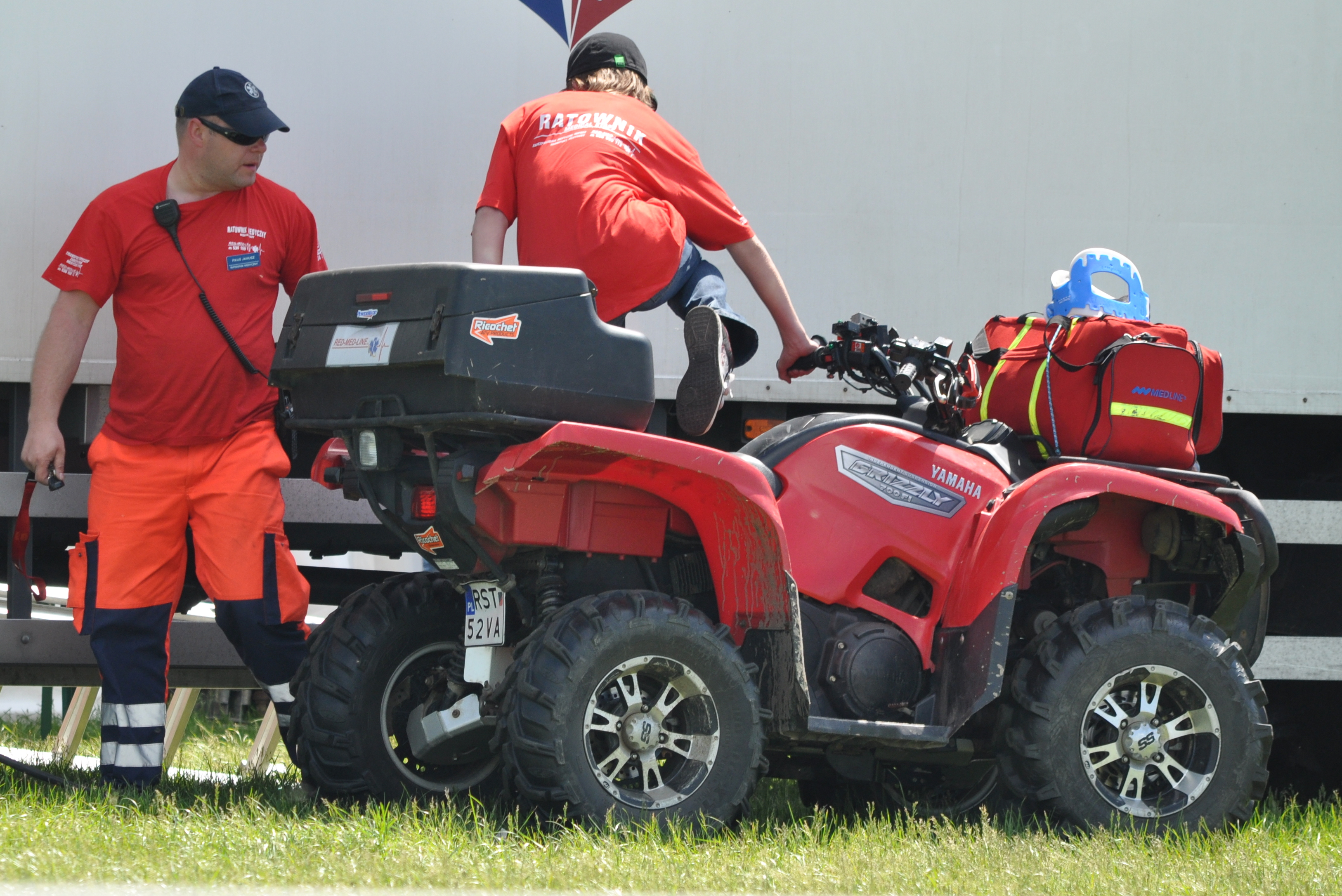
Quad ratownictwa medycznego Yamaha Grizzly-700
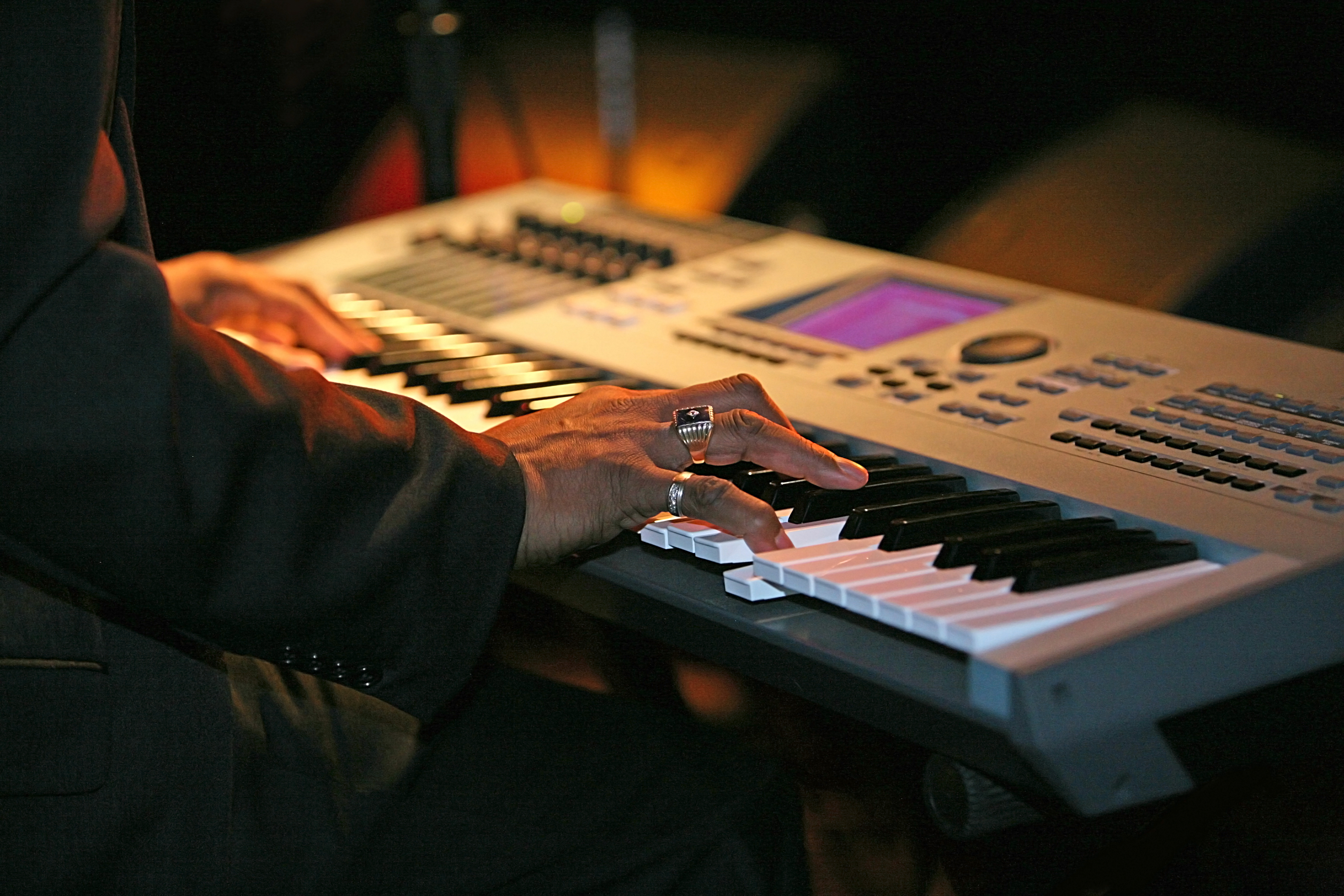
Muzyczna stacja robocza Yamaha Motif